# Adá
Adá (en hebreo עָדָה , adorno, ornamento; Septuaginta: αδα; Vulgata: Ada) es un personaje mencionado en la Biblia, en el libro del Génesis.

## Familia
Adá fue la primera mujer de Lamec  (la segunda mujer fue Sila o Zila), hijo de Metusael. De su unión nacieron Yabal, 'el padre de los que viven en tiendas y tienen ganado' y Yubal, 'el padre de los que tocan la cítara y la flauta'. Según el Libro de Jaser, ella y su hermana Sila son hijas de Cainán.
También se menciona en Genesis 36, otra mujer llamada Ada, esposa de Esaú, hermano de jacob  hija de Elón Hitita , nacida en canaán, de la que nació Elifaz,  hijo de Esaú, además Esaú tuvo otras dos esposas Aholibama y Basemat